# Parigi-Bruxelles 2003
La Parigi-Bruxelles 2003, ottantatreesima edizione della corsa, si svolse il 13 settembre 2003 su un percorso di 226 km, con partenza da Soissons e arrivo a Bruxelles. Fu vinta dal lussemburghese Kim Kirchen della Fassa Bortolo davanti all'ungherese László Bodrogi e al francese Maryan Hary.

## Ordine d'arrivo (Top 10)
| Pos. | Corridore         | Squadra                 | Tempo    |
| ---- | ----------------- | ----------------------- | -------- |
| 1    | Kim Kirchen       | Fassa Bortolo           | 5h19'00" |
| 2    | László Bodrogi    | Quick Step              | a 1"     |
| 3    | Maryan Hary       | Brioches La Boulangère  | a 4"     |
| 4    | Franck Renier     | Brioches La Boulangère  | a 9"     |
| 5    | Tony Bracke       | Landbouwkrediet-Colnago | s.t.     |
| 6    | Óscar Freire      | Rabobank                | a 13"    |
| 7    | Luca Paolini      | Quick Step              | a 18"    |
| 8    | Aart Vierhouten   | Lotto-Domo              | a 21"    |
| 9    | Marcel Strauss    | Gerolsteiner            | s.t.     |
| 10   | Romans Vainsteins | Vini Caldirola          | s.t.     |